# Siegfried Grabner
Siegfried „Sigi“ Grabner (* 4. Februar 1975 in Feldkirchen in Kärnten) ist ein ehemaliger österreichischer Snowboardprofi. Er wurde Welt- und Europameister und gewann bei den Olympischen Spielen 2006 in Turin die Bronzemedaille im Parallel-Riesenslalom.

## Leben

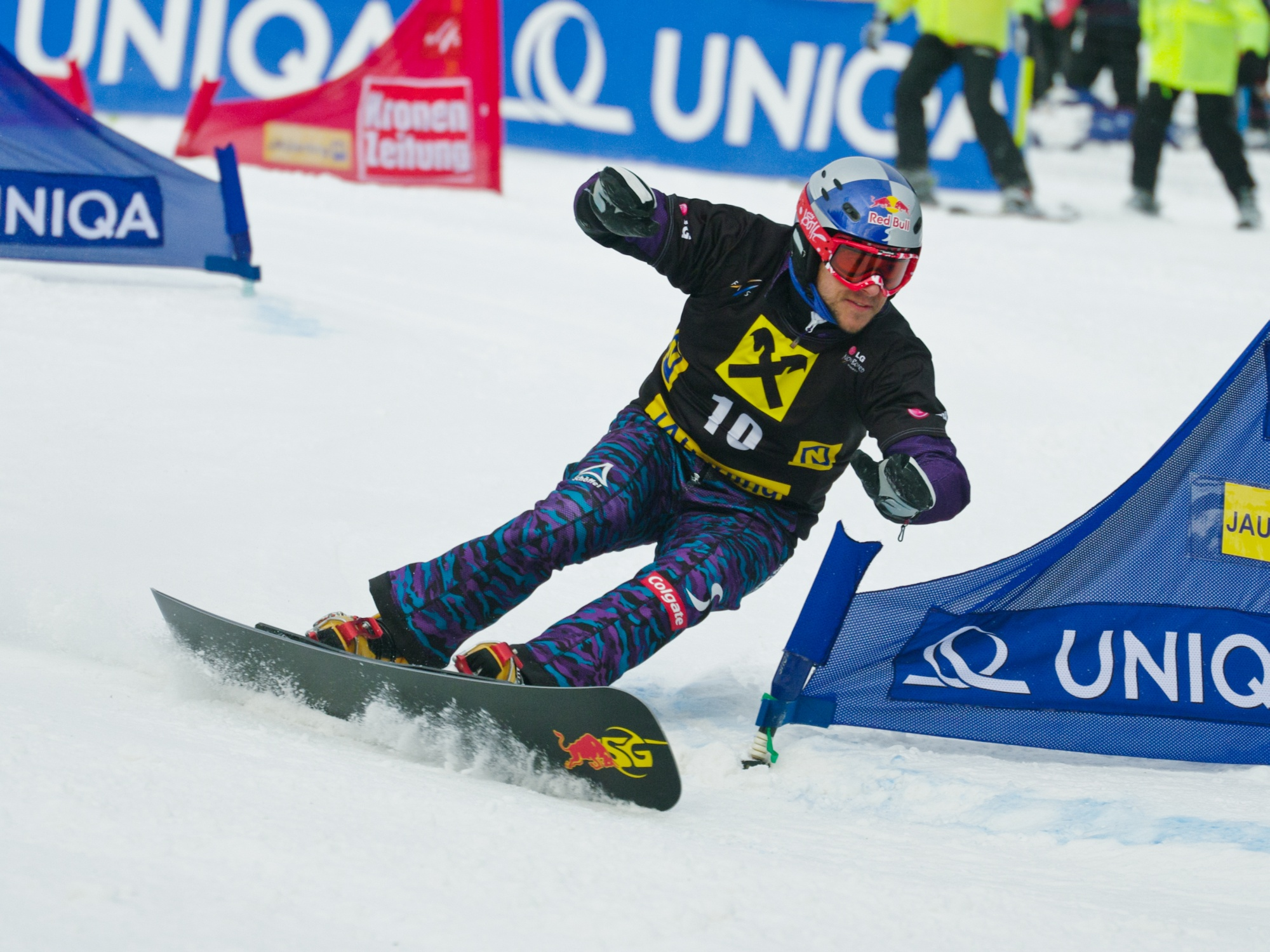
Sigi Grabner beim Weltcup auf dem Jauerling (2012)

Das Elternhaus von Sigi Grabner ist der Hochsinner in Saureggen in der Gemeinde Reichenau.
Mit dem Titelgewinn der Juniorenweltmeisterschaft 1994 in Slowenien entschied sich Grabner, seinen Sport professionell auszuüben. Der Titel bei der Europameisterschaft 1995 in Finnland öffnete ihm die Türen zum Burton-Alpinteam. In seiner Paradedisziplin, dem Parallelslalom gewann er bei der Heimweltmeisterschaft 2003 am Kreischberg den Weltmeistertitel und 2005 in Whistler Mountain die Bronzemedaille.
Im Sommer 2003 schrieb Grabner ein Buch, mit dem Titel „Boarder zwischen den Welten“. Ein weiteres Projekt war die Entwicklung eigener Snowboards. Seit Herbst sind die SG Snowboards by Sigi Grabner in drei Ausführungen zu erwerben. Die olympische Bronzemedaille in Turin gewann er auf seinem Torino-Raceboard.  Er beendete nach der Saison 2013/14 seine Karriere.
Grabner lebt in La Massana im Kleinstaat Andorra.

## Erfolge

### Olympische Spiele
|                     | Disziplin            | Platz |
| Nagano 1998         | Riesenslalom         | 23.   |
| Salt Lake City 2002 | Parallelriesenslalom | 7.    |
| Turin 2006          | Parallelriesenslalom | 3.    |

### Weltmeisterschaften
| WM                     | Datum           | Disziplin      | Medaille |
| ---------------------- | --------------- | -------------- | -------- |
| Kreischberg 2003       | 14. Jänner 2003 | Parallelslalom | Gold     |
| Whistler Mountain 2005 | 19. Jänner 2005 | Parallelslalom | Bronze   |

### Weltcupsiege
| Datum             | Ort               | Land        | Disziplin            |
| ----------------- | ----------------- | ----------- | -------------------- |
| 20. Januar 2002   | Bardonecchia      | Italien     | Parallelriesenslalom |
| 24. Januar 2002   | Kreischberg       | Österreich  | Parallelriesenslalom |
| 19. Oktober 2003  | Sölden            | Österreich  | Parallelslalom       |
| 12. Dezember 2003 | Whistler Mountain | Kanada      | Parallelriesenslalom |
| 3. Februar 2004   | Maribor           | Slowenien   | Parallelriesenslalom |
| 14. März 2004     | Bardonecchia      | Italien     | Parallelriesenslalom |
| 7. Januar 2005    | Sankt Petersburg  | Russland    | Parallelslalom       |
| 18. Februar 2005  | Sapporo           | Japan       | Parallelriesenslalom |
| 7. Oktober 2005   | Landgraaf         | Niederlande | Parallelslalom       |
| 13. Oktober 2006  | Landgraaf         | Niederlande | Parallelslalom       |
| 20. Dezember 2006 | Bad Gastein       | Österreich  | Parallelslalom       |
| 21. Dezember 2008 | Arosa             | Schweiz     | Parallelslalom       |
| 6. Januar 2009    | Kreischberg       | Österreich  | Parallelriesenslalom |
| 28. Januar 2012   | Sudelfeld         | Deutschland | Parallelriesenslalom |

Er wurde außerdem vierzehnmal Zweiter und sechsmal Dritter.

### Europacup-, Noramcup-, Südamerikacupsiege
| Datum           | Ort       | Land        | Disziplin            |
| --------------- | --------- | ----------- | -------------------- |
| 30. August 2001 | Pucón     | Chile       | Parallelriesenslalom |
| 31. August 2005 | Las Leñas | Argentinien | Parallelriesenslalom |

### ISF-Weltcuperfolge
- 3 × ISF-Tour-Gesamtsieger: 1997/98 Riesenslalom, 1998/99 Riesenslalom und Duell
- 3 × ISF-Vizeweltmeister: 1999, 2000, 2001
- 5 × ISF-Europameister: 1995, 1996, 1998 und zweimal 1999
- 3 × Sieger Lord of the Board 1997, 1998, 1999
- 2 × Sieger Soulman 1997, 1999

### Sonstige Erfolge
- Österreichischer Staatsmeister, Parallelslalom 2001

## Auszeichnungen (Auszug)
- 2004: Silbernes Ehrenzeichen für Verdienste um die Republik Österreich[3]
- 2009: Goldenes Ehrenzeichen für Verdienste um die Republik Österreich[3]
- 2014: Ehrenbürger von Bad Gastein[4]